# 游安怡
游安怡（英語：Taly Yau，香港有線電視新聞首席主播，目前已轉任編輯。
游安怡中學時期就讀聖母無玷聖心書院；2003年於香港中文大學新聞與傳播學院畢業。透過有線電視「新一代」招聘計劃加入有線新聞:169。
游安怡主要報道新聞台晚間時段節目《國際最前線》及《十一點最前線》。曾主持多項大型新聞直播，如嘉禾大廈大火、美國總統選舉等，連續主持數小時直播節目。
加入有線新聞後，游安怡除報道新聞外，亦參與戶出外採訪和直播、撰寫兩岸及國際新聞，曾主持財經資訊台節目《拉近文化》、《休娛大腳板》:169，及為《漫遊歐洲》等節目配音。2009年7月22日，她在中環直播室與嘉賓主持直播新聞台特備節目《日蝕》。
2009年7月，游安怡與其他九位主播莊安宜、王春媚、王巧、關善茹、王靜茵、王沛然、曾美華、張曉雯及劉紫鳳出版《有線主播點．線．面》。

## 出版著作
| 《有線主播點．線．面》 | 2009年7月 | 明報出版社有限公司 | ISBN 9789888026203 |

1. 1 2 3  有線電視主播.  初版. 香港: 明報出版社. 2009.
2. ↑  . 香港經濟日報. 2017-03-10  [2022-01-29]. （原始内容存档于2022-01-29）.